# Challenger de Saransk
El torneo Mordovia Cup es un torneo profesional de tenis disputado en pistas de polvo de ladrillo.Pertenece al ATP Challenger Series. Se juega desde el año 2003 sobre tierra batida , en Saransk, Rusia.

## Palmarés

### Individuales
| Año  | Campeón                | Finalista                   | Resultado        |
| ---- | ---------------------- | --------------------------- | ---------------- |
| 2010 | Ivan Sergeyev          | Marek Semjan                | 7–6(2), 6–1      |
| 2009 | Iñigo Cervantes-Huegun | Jonathan Dasnières de Veigy | 7–5, 6–4         |
| 2008 | Michail Elgin          | Denis Istomin               | 7–6(6), 3–6, 6–3 |
| 2007 | Mikhail Kukushkin      | Ivan Sergeyev               | 6–3, 6–1         |
| 2006 | Igor Sijsling          | Farrukh Dustov              | 7–6(8), 6–4      |
| 2005 | Igor Kunitsyn          | Boris Pašanski              | 7–5, 6–4         |
| 2004 | Ladislav Švarc         | Stefan Wauters              | 6–2, 6–7(4), 6–0 |
| 2003 | Martin Štěpánek        | Michal Mertiňák             | 6–1, 6–1         |

### Dobles
| Año  | Campeones                        | Finalistas                                 | Resultado           |
| ---- | -------------------------------- | ------------------------------------------ | ------------------- |
| 2010 | Ilya Belyaev Michail Elgin       | Denys Molchanov Artem Smirnov              | 3–6, 7–6(6), [11–9] |
| 2009 | Michail Elgin Evgeny Kirillov    | Alexey Kedryuk Denis Matsukevich           | 6–1, 6–2            |
| 2008 | Denis Istomin Evgeny Kirillov    | Alexander Krasnorutskiy Denis Matsukevitch | 6–2, 7–6(9)         |
| 2007 | Antal van der Duim Boy Westerhof | Alexey Kedryuk Uros Vico                   | 2–6, 7–6(3), 11–9   |
| 2006 | Alexey Kedryuk Orest Tereshchuk  | Robin Haase Dekel Valtzer                  | 6–4, 5–7, 10–5      |
| 2005 | Flavio Cipolla Simon Stadler     | Konstantin Kravchuk Alexandre Kudryavtsev  | 7–6(2), 4–6, 7–6(3) |
| 2004 | Alexey Kedryuk Vadim Kutsenko    | Kirill Ivanov-Smolensky Andrei Stoliarov   | 6–1, 3–6, 6–4       |
| 2003 | Kornél Bardóczky Martin Štěpánek | Łukasz Kubot Orest Tereshchuk              | 7–6(3), 6–3         |